# Artikulationsindex
Der Artikulationsindex (AI) beschreibt die relativen Beiträge der Frequenzgruppen zur Sprachverständlichkeit.
Es zeigt sich, dass die relativen Beiträge zur Sprachverständlichkeit im Bereich bis ca. 800 Hz vernachlässigbar gering sind. Erst die Bereiche von 1.600 bis 3.500 Hz sind für die Sprachdiskrimination entscheidend.
Der Artikulationsindex wurde um 1950 im Rahmen von Studien zur Sprachverständlichkeit am Telefon in den USA entwickelt. Er wurde beim ANSI fest definiert. Der AI ist ein noch verhältnismäßig unkompliziert zu ermittelnder Wert. Hierzu benötigt man lediglich eine Hörschwelle und zählt die Punkte zusammen, die hörbar sind, teilt die Summe durch x und erhält einen Wert.
Es wird immer ein Wert zwischen 0 und 1 errechnet. Hierzu gibt es Tabellen, in denen der AI in Abhängigkeit unterschiedlicher Sprachmaterialien dargestellt wird. Dort wird sichtbar, dass bei einem AI von 0,3 bereits über 90 % Satzverständnis erreicht werden kann. Eine Verbesserung des AI geht nicht immer mit einer Verbesserung der Verständlichkeit einher.
Der AI beschreibt primär das Sprachverstehen bei Normalhörenden. Dieser Wert ist aber im Zusammenhang mit Schwerhörigen und der Verbesserung der Sprachverständlichkeit durch Hörgeräte lange schon an die Grenzen seiner Aussagekraft gestoßen.

## Der SII (Speech Intelligibility Index)
Der SII ist ein Wert, der die Sprachverständlichkeit beschreibt. Der SII ist eine Weiterführung des AI.
Hintergrund: Beim ANSI wurde der AI durch den SII ersetzt. Im Gegensatz zum AI sind die zu berücksichtigenden Faktoren um ein Vielfaches komplexer. Für die Berechnung des SII wurde in bis zu 21 Frequenzbändern die jeweilige Wichtigkeit zur Sprachverständlichkeit ermittelt und frequenzabhängig mit einem individuellen Wert versehen. Zusätzlich werden die Eigenschaften des Innenohres (z. B. die Aufwärtsmaskierung [Überlagerung der hohen Frequenzen durch zu viele tiefe Frequenzen] und die sinkende Frequenzauflösung der Hörschnecke (Cochlea) bei höheren Pegeln) berücksichtigt.
Der SII kann in % oder ebenfalls von 0 bis 1 angegeben werden. Interessant ist das bei steigendem Sprachpegel der AI weiter wächst, der SII aber irgendwann abnimmt. Dies ist gerade in der Hörgerät-Anpassung ein Interessanter Wert, wenn es um mittel- bis hochgradig Schwerhörige Menschen geht.
Zusammenfassung der Bedeutung:
Der SII ist ein Wert, der im Gegensatz zum älteren AI einen voraussagenden Charakter hat.
Ein SII von 0,5 oder 50 % bedeutet nicht, dass 50 % Sprachverständlichkeit erreicht sind. Ein SII von 0 bedeutet, dass keine Sprachinformation nutzbar ist, ein SII von 1 oder 100 % bedeutet, dass alle Sprachinformationen nutzbar sind. Steigt der SII, so steigt auch die Sprachverständlichkeit.

## Acceptable Noise Level
Der Test des Acceptable Noise Level (ANL) ist ein Maß für den Hintergrundgeräuschpegel, den ein Mensch zu tolerieren bereit ist. In den letzten Jahren hat der ANL unter Forschern und den in der Hörvorsorge tätigen Fachleuten Interesse erlangt, da er die Fähigkeit hat, mit einer Genauigkeit von 85 % vorherzusagen, wer mit einem Hörgerät erfolgreich ist.
Die Durchführung des ANL-Tests ist relativ schnell und einfach. Zuerst wird dem Zuhörer fließende Sprache über Kopfhörer dargeboten. Bei einer adaptiven Vorgehensweise erhält der Zuhörer zuerst die Anweisung, den Sprachpegel auf einen Wert einzustellen, der „zu laut“ ist, dann „zu leise“ und anschließend „am angenehmsten“. Als Nächstes wird ein Hintergrundgeräusch hinzugefügt, normalerweise ein Stimmengewirr mit vielen Sprechern, und der Zuhörer erhält die Anweisung, den Geräuschpegel einzustellen, zuerst auf einen Wert, der „zu laut ist, um Sprache zu verstehen“, dann auf einen Wert, der „leise genug ist, um Sprache zu verstehen“, und schließlich auf den höchsten Wert, mit dem der Proband „sich abfinden würde, während er der Sprache folgt“. Der Unterschied zwischen dem MCL des Zuhörers und dem maximal tolerierten Hintergrundgeräusch BNL ist der ANL. Die Durchführung des Tests dauert 2–3 Minuten.
Ein geringer ANL-Wert spiegelt eine höhere Toleranz für Hintergrundgeräusche wider.
Es gibt drei verschiedene ANL-Kategorien: gering, mittel, hoch.
Menschen, die „geringe“ ANLs haben (weniger als 7 dB), sind normalerweise erfolgreiche Hörgerät-träger.
Menschen mit „hohen“ ANLs (höher als 13 dB) sind im Allgemeinen keine erfolgreichen Hörgerät-Träger.
„Mittlere“ ANLs (7–13 dB) 50:50-Chance (nach Nabelek et al.).
Nabelek et al. Zeigten, dass die meisten schwerhörigen Menschen ANLs zwischen 0 und 25 dB hatten. Die am häufigsten auftretenden Werte lagen bei 10–11 dB.
ANLs scheinen nicht mit dem Alter, Geschlecht und der Hörempfindlichkeit eines Menschen oder der Vorliebe für das Vorhandensein eines Hintergrundgeräusches zusammenzuhängen. Gegenwärtig ist es unklar, ob die ANLs damit zusammenhängen, wie gut ein Mensch Sprache versteht – einige Forscher deuten an, dass ANLs und Sprachverständlichkeit nicht immer miteinander korrelieren, während andere Forscher vorschlagen, dass Menschen mit einer besseren Sprachverständlichkeit auch geringere ANLs haben. In gleicher Weise haben Studien, die ANLs mit und ohne Hörgerät untersuchten, widersprüchliche Ergebnisse produziert, wobei Nabelek et al. Zeigten, dass ANLs unabhängig von den Testbedingungen sind, und Ahlstrom ermittelten, dass ANLs mit Hörgerät geringer sind als ANLs ohne Hörgerät.
Zusätzlich zu diesen Ergebnissen haben sowohl Richtmikrofone als auch Technologien zur Geräuschreduktion gezeigt, dass sie die ANLs des Hörgerät-Trägers um ca. 2,5–4 dB Verbessern, im Vergleich zu Hörgeräten, bei denen dieses Ausstattungsmerkmal nicht aktiv war.
Diese Ergebnisse sind hochinteressant, weil sie darauf hinweisen, dass Hörgerät-Einstellungen und die Signalverarbeitung der Hörgeräte den Menschen in die Lage versetzen, höhere Störgeräuschpegel zu tolerieren und so die Erfolgsrate der Hörgerät-Träger verbessern. Außerdem, wenn wir die Merkmale verstehen könnten, die die Menschen nutzen, um ihre Toleranz des Hintergrundgeräusches zu bestimmen, könnten diese Infos zu der Erkenntnis führen, wer am wahrscheinlichsten von diesen Technologien profitiert.
Da die ANL-Anweisungen fordern, dass die Zuhörer in der Lage sind, dem Hauptsprecher zu folgen, ist es möglich, dass einige Menschen den Pegel des Hintergrundgeräusches nach dem Kriterium der Sprachverständlichkeit einstellen. Wenn dies der Fall ist, vermuten wir, dass diese Menschen wahrscheinlicher von Richtmikros oder anderen Technologien zur SNR-Erhöhung profitieren, als Zuhörer, deren ANLs auf anderen Kriterien basieren.